# Возьники (Плоцький повіт)
Возьники (пол. Woźniki) — село в Польщі, у гміні Радзаново Плоцького повіту Мазовецького воєводства.
Населення — 233 особи (2011).
У 1975-1998 роках село належало до Плоцького воєводства.

## Демографія
Демографічна структура станом на 31 березня 2011 року:
|          | Загалом | Допрацездатний вік | Працездатний вік | Постпрацездатний вік |
| -------- | ------- | ------------------ | ---------------- | -------------------- |
| Чоловіки | 114     | 29                 | 80               | 5                    |
| Жінки    | 119     | 18                 | 76               | 25                   |
| Разом    | 233     | 47                 | 156              | 30                   |